# Eemaischen

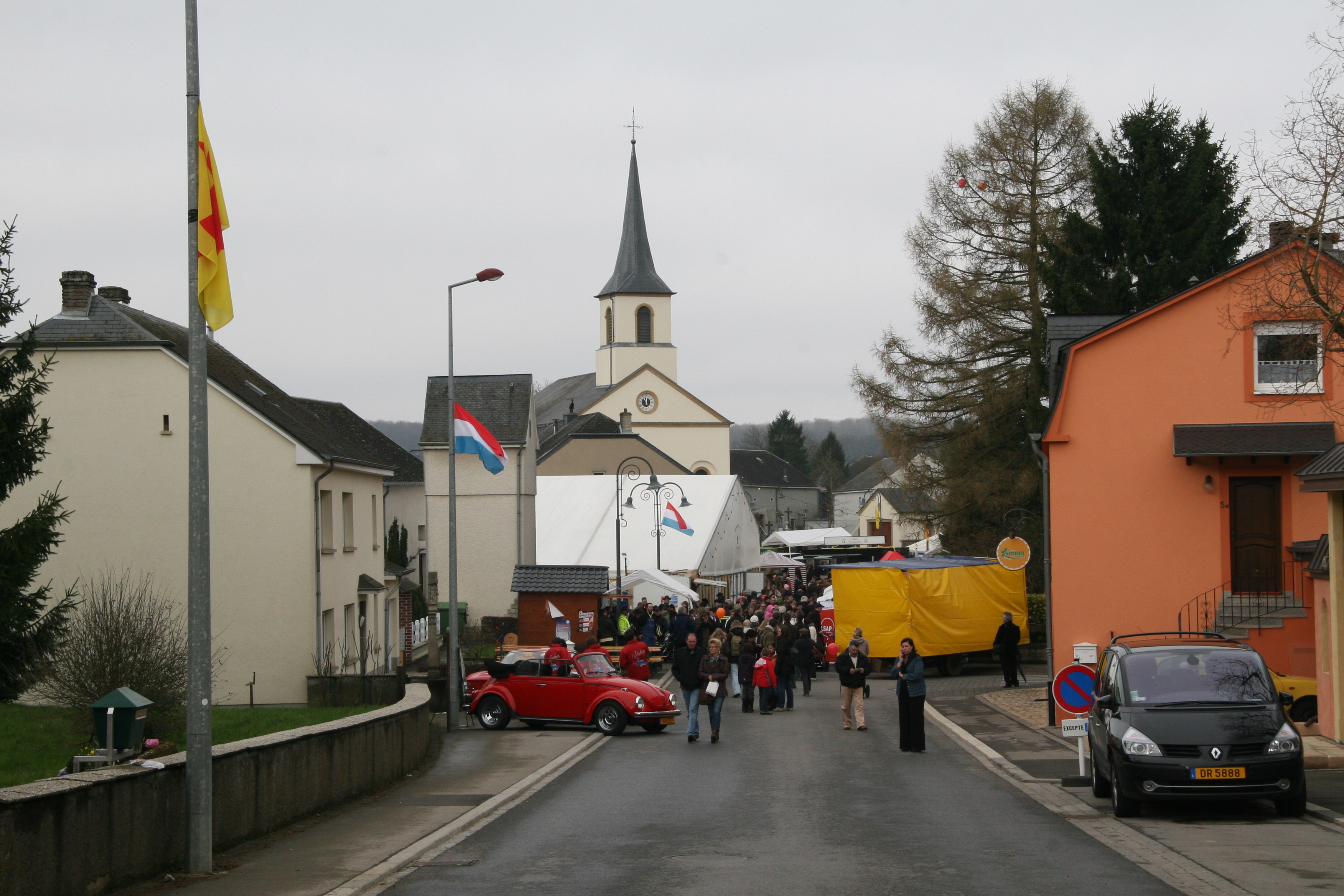
Célébrations à Nospelt.

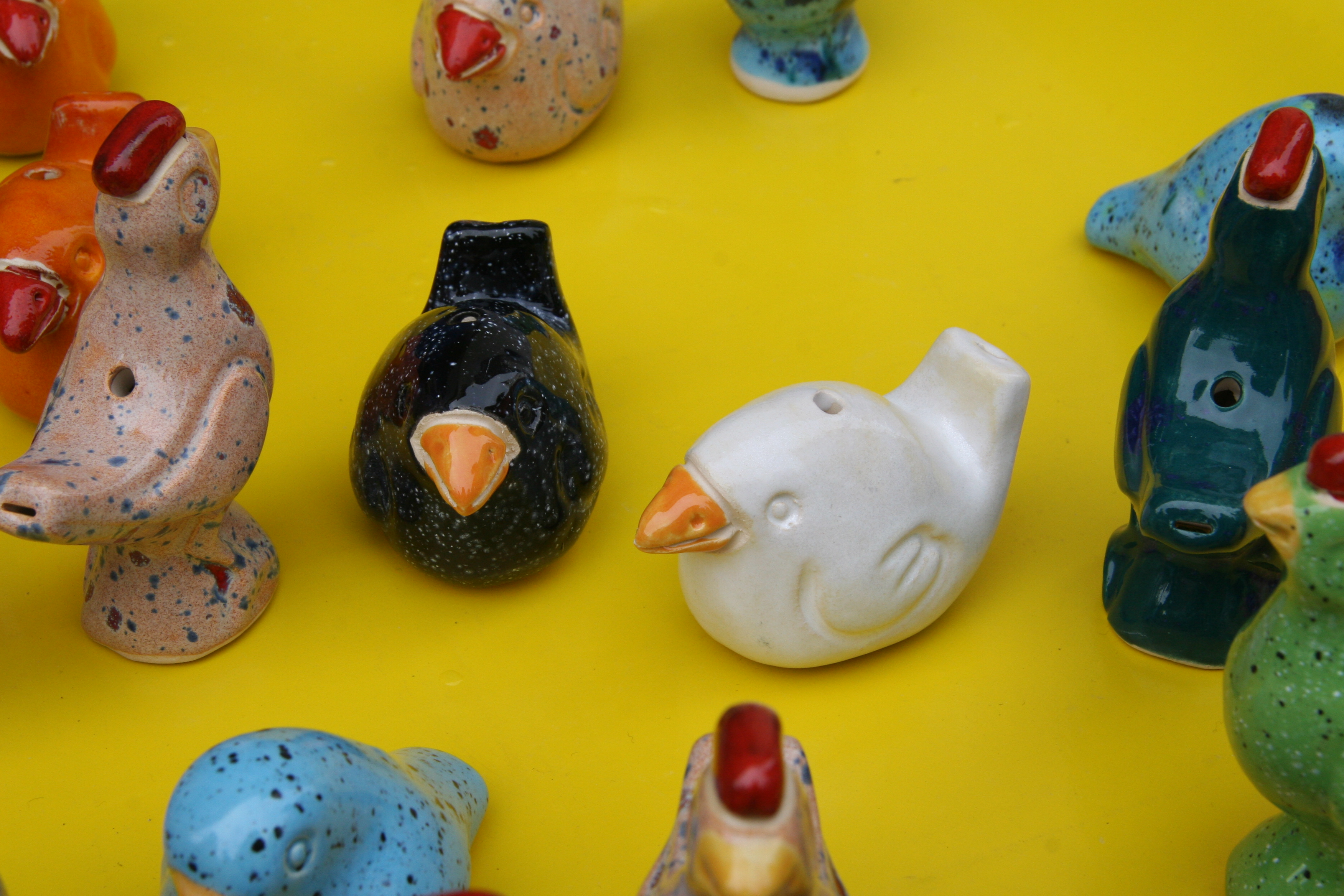
Des peckvillercher.

Le festival Eemaischen (ou Éimaischen) est célébré chaque lundi de Pâques, depuis 1827 sur la place du Marché-aux-Poissons à Luxembourg-ville. Depuis 1957, une fête foraine se tient également le weekend de Pâques dans le village de Nospelt (commune de Kehlen) à l'ouest du Grand-duché, jadis haut-lieu de la poterie. De petits sifflets en faïence en forme d'oiseaux connus sous le nom de Péckvillchen constituent une particularité de l'événement. Traditionnellement, ils étaient échangés entre amoureux mais aujourd'hui ils sont populaires auprès de tous ceux qui participent aux célébrations.
Nospelt était autrefois un village de potiers qui fabriquaient les petits oiseaux-siffleurs à partir des petites quantités d'argile restantes à la fin de la journée. Avec un large éventail d'attractions et de jeux, l'Emaischen est particulièrement populaire auprès des enfants. Il y a aussi des danses folkloriques dans les rues et beaucoup de choses à manger et à boire. 
Les origines de ce marché de poterie ne sont pas claires mais il peut y avoir un lien avec la référence biblique à un potier dans le Livre de Jérémie, chapitre 18. En tout cas, il semble y avoir eu plusieurs ruptures dans la tradition.
Les célébrations dans la Vieille-Ville de Luxembourg ont trouvé leur résurrection en 1937 par le Comité Alstad. Jean Peters, un céramiste de Reckenthal (lb), qui a commencé à fabriquer des sifflets à partir de l'argile rouge de Nospeltet Léon Nosbusch, sculpteur et céramiste, tous deux luxembourgeois, ont quant eux relancé la production des Péckvillercher au cours du deuxième quart du XXe siècle. De nos jours c'est Usch Biwer, potier de Nospelt, 80 ans, qui a pris leur relève.